# Cantone di Huelgoat
Il Cantone di Huelgoat era una divisione amministrativa dell'arrondissement di Châteaulin.
A seguito della riforma approvata con decreto del 13 febbraio 2014, che ha avuto attuazione dopo le elezioni dipartimentali del 2015, è stato soppresso.

## Composizione
Comprendeva i comuni di:
- Berrien
- Bolazec
- Botmeur
- La Feuillée
- Huelgoat
- Locmaria-Berrien
- Plouyé
- Scrignac